# 데인저러스 메소드
데인저러스 메소드(A Dangerous Method)는 2011년 개봉한 드라마 영화이다.

## 줄거리
프로이트와 융... 그리고 그녀가 품었던 비밀이 공개된다!
세상 모든 문제의 근원은 성에서 비롯된다고 주장한 정신 분석학의 대가 프로이트!
성적 접근만으로 모든 문제의 해결은 불가하다며 무의식세계를 주장한 정신 분석학자 융!
어릴적 아버지의 학대로 인해, 성 도착증을 앓았으나 프로이트와 융과의 만남을 통해 아동 정신 분석의가 된 슈필라인!
그동안 한번도 세상에 공개되지 않았던...
세 사람의 팽팽한 심리 게임과 그들이 주장했던 이론만으로는 설명할 수 없는 도발적이고, 위험했던 사랑이 시작된다

## 출연
- 비고 모텐슨 - 지그문트 프로이트
- 마이클 패스벤더 - 카를 융
- 키이라 나이틀리 - 사비나 슈필라인
- 뱅상 카셀 - 오토 그로스
- 세라 개던 - 에마 융
- 안드레 헤니케 - 오이겐 블로일러
- 안트 슈워링 손리 - 페렌치 샨도르